# Stockholms gatunamn
Stockholms gatunamn est un ouvrage, en langue suédoise, sur l'histoire et l'origine des noms des voies de la municipalité de Stockholm, capitale de la Suède. Paru pour sa première édition en 1983, il fait partie d'une série de monographies éditée par la ville de Stockholm et portant le nom de Monografier utgivna av Stockholms stad.
L'ouvrage, dans sa dernière édition de 2005, répertorie les noms de 4 660 voies et places publiques des 117 quartiers de la municipalité. Il traite aussi des anciens noms de rues lorsque celles-ci ont été renommées.

## Historique
Les deux premières éditions de l'ouvrage sont le fruit du travail de l'historien spécialiste Nils-Gustaf Stahre et du journaliste suédois Per Anders Fogelström. La première édition de l'ouvrage est sortie en 1983 bien que sa date de parution officielle soit 1982. Une version mise à jour, se limitant à la ville de Stockholm et expurgée de ses notes, parait sous le titre Stockholms gatunamn: innerstaden en 1986 aux éditions Liber/Allmänna. La seconde édition à laquelle ont collaboré Jonas Ferenius et Gunnar Lundqvist, corrigée et mise à jour, parait en 1992.
La troisième et dernière édition est parue en 2005; dans cette dernière édition, bien que trois des quatre collaborateurs soit morts lors de la parution de la dernière édition en 2005, leurs noms figurent dans la liste des auteurs.

## Éditions
- Per Anders Fogelström, Börje Westlund, Nils-Gustaf Stahre, Stockholms gatunamn, Monografier utgivna av Stockholms stad, 1982, Stockholm, Liber.  (ISBN 91-38-72610-6)
  - Per Anders Fogelström, Nils-Gustaf Stahre, Stockholms gatunamn: innerstaden. Monografier utgivna av Stockholms stad, 1986, Stockholm.  (ISBN 91-38-90777-1)
- Per Anders Fogelström, Nils-Gustaf Stahre, Jonas Ferenius, Gunnar Lundqvist, Stockholms gatunamn, Monografier utgivna av Stockholms stad, 1992, Stockholm, Liber.  (ISBN 91-7031-042-4)
- Per Anders Fogelström, Nils-Gustaf Stahre, Jonas Ferenius, Gunnar Lundqvist, Stockholms gatunamn, Monografier utgivna av Stockholms stad, 2005, Stockholm, Liber.  (ISBN 91-7031-152-8)

### Sources
- (sv) Cet article est partiellement ou en totalité issu de l’article de Wikipédia en suédois intitulé « Stockholms gatunamn » (voir la liste des auteurs).